# Larry Fagin
Larry Fagin (ur. 21 lipca 1937, zm. 27 maja 2017) – amerykański poeta, redaktor, wydawca i nauczyciel; członek New York School.

## Życiorys
Urodził się w Far Rockaway (Queens, Nowy Jork),  dorastał w Nowym Jorku, Hollywood i w Europie. Kontakt z poetami i pisarzami nawiązał w 1957 r., spotykając Davida Meltzera w Los Angeles. Allena Ginsberga, Williama S. Burroughsa i Gregory’ego Corso spotkał dwa lata później w Paryżu. W 1962 r., w San Francisco stał się członkiem kręgu poetów z Jackiem Spicerem (1925-1965); zaprzyjaźnił  się z Michaelem McClure, Philipem Whalenem i Robertem Duncanem. Pod koniec 1965 r. wyjechał do Londynu, gdzie mieszkał przez dwa lata i poznał swoją pierwszą żonę, Joan Inglis. W 1968 r. zamieszkał w San Francisco. Jego  bliskim przyjacielem stał się Clark Coolidge. Po powrocie do Nowego Jorku zaczął edycję Adventures in Poetry z  udziałem większości poetów New York School. W 1976 roku dołączył do programu Letnie pisanie w  Naropa Institute  (Instytucie Naropa) w Boulder, (Kolorado).  Tam poznał i poślubił pisarkę Susan Noel. W 2000 r. z Crisem Mattisonem, wznowił Adventures in Poetry.

## Twórczość
- Parade of the Caterpillars (Angel Hair, 1968)
- Twelve Poems (Angel Hair, 1972);  Landscape, with George Schneeman (Angel Hair, 1972)
- Rhymes of a Jerk (Kulchur Foundation, 1974)
- Seven Poems (Big Sky, 1976)
- Poems Larry Fagin Drawings Richard Tuttle (Topia Press, 1977)
- I'll Be Seeing You: Selected Poems (Full Court Press, 1978)
- Stabs (Poltroon, 1979)
- The List Poem (Teachers & Writers Collaborative, 1991)
- On the Pumice of Morons, with Clark Coolidge (The Figures, 1993)
- Dig & Delve, with Trevor Winkfield (Granary Books, 1999)
- Complete Fragments (Cuneiform Press, 2012)
- Eleven Poems for Philip Guston, with drawings by Philip Guston (Granary Books, 2016)